# Hôrka
Hôrka (allemand : Nickelsdorf in der Zips) est un village de Slovaquie situé dans la région de Prešov.

## Histoire
Première mention écrite du village en 1347.

## Démographie

### Évolution de la population
| Année:               | 1994. | 2004.    | 2014.    | 2024.    |
| -------------------- | ----- | -------- | -------- | -------- |
| Nombre de personnes: | 1254  | 1557     | 1884     | 2155     |
| Différence:          |       | +24,16 % | +21,00 % | +14,38 % |

| Année:               | 2023. | 2024.   |
| -------------------- | ----- | ------- |
| Nombre de personnes: | 2158  | 2155    |
| Différence:          |       | -0,13 % |